# Sulcus orbitalis transversus
De sulcus orbitalis transversus is een hersengroeve in het orbitale oppervlak van de frontale kwab van de grote hersenen. Het is onderdeel van een aantal aangesloten hersengroeven in het orbitale oppervlak die samen een in een H-vorm liggen. De sulcus orbitalis transversus verloopt schuin en verbindt de sulcus orbitalis lateralis met de sulcus orbitalis medialis, die ook onderdeel uitmaken van het H-vormige complex, verbindt.